# Gemeinde Vitanje

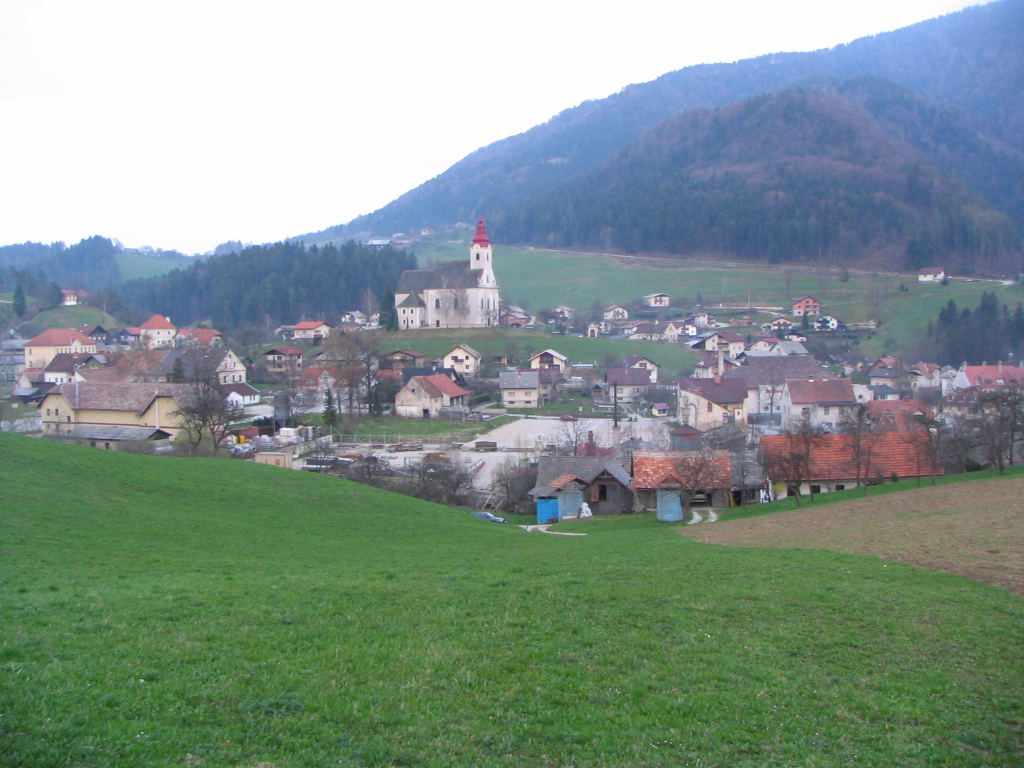
Vitanje

Vitanje (deutsch: Weitenstein) ist eine Gemeinde in der Region Spodnja Štajerska (Untersteiermark) in Slowenien. Benannt ist sie nach dem Hauptort Vitanje.

## Lage
Die aus acht Ortschaften bestehenden Gemeinde liegt an den westlichen Abhängen des Pohorje-Gebietes (des Bachergebirges) und an den Ausläufern der Karawanken.

## Ortsteile
- Brezen (dt.  Turn)
- Hudinja (dt. Kötting in der Steiermark)
- Ljubnica (dt. Weichselheim)
- Paka (dt. Pack bei Missling)
- Spodnji Dolič (dt. Unterdollitsch)
- Stenica (dt. Stenitz)
- Vitanje (dt. Weitenstein)
- Vitanjsko Skomarje (dt.  Skommer)

## Nachbargemeinden
| Mislinja         | Mislinja                                    | Zreče |
| Mislinja, Dobrna | Kompassrose, die auf Nachbargemeinden zeigt | Zreče |
| Dobrna           | Vojnik                                      | Zreče |

## Geschichte
Das Gebiet stand Ende des 11. Jahrhunderts unter der Herrschaft des Bistums von Gurk. Der Ort Vitanje wurde damals Verwaltungszentrum eines umfangreichen Gebiets, da die Gurker Bischöfe hier ihre Ministerialen hatten, aus denen sich später die Familien der Grundherrschaft von Vitanje entwickelten.
Eine dem Hauptort nahe gelegene Burg, Alt-Weitenstein, wurde indirekt 1107 (Nennung eines Ritters Marchward de Witenstain) erstmals erwähnt. Sie gehört damit zu den ältesten Burgen in Slowenien. Ihr gegenüber befindet sich die aus dem 14. Jahrhundert stammende Burg Neu-Weitenstein. Beide Bauwerke, 1681 von Georg Matthäus Vischer gezeichnet, sind als Ruinen erhalten.
1306 wurde Vitanje / Weitenstein das Marktrecht verliehen.
1900 hatte die Marktgemeinde Weitenstein 484 Einwohner. Davon waren 435 Deutsche und 49 Slowenen. Damit war Weitenstein eine deutsche Sprachinsel mit slowenischem Umland.
Vitanje zählte jahrhundertelang zur Untersteiermark im Herzogtum Steiermark, das seit 1867 zum westlichen Reichsteil von Österreich-Ungarn gehörte. Seit November 1918 ist das Gebiet Bestandteil des späteren Jugoslawien, seit 1991 von Slowenien.

## Kulturzentrum für Raumfahrttechnologien
Im September 2012 wurde in Vitanje, weil hier die slowenischen Großeltern des österreichisch-slowenischen Raumfahrttheoretikers Herman Potočnik gelebt haben, als Kunstprojekt mit Hilfe der EU und des Kulturministeriums Sloweniens ein Kulturzentrum für europäische Raumfahrttechnologien (KSEVT) eröffnet, das sich mit kulturellen Fragen der Raumfahrt beschäftigt. Die Architektur des Gebäudes ist der ersten Raumstation nachempfunden, die ein Mensch erdacht hatte, zu einer Zeit, in der die Eroberung des Alls noch ein Gedankenexperiment war.

## Holzverarbeitung
Jedes Jahr findet in Vitanje die Holcerija statt. Die Handwerkskunst und Sitten rund um das Thema Holzverarbeitung wird anschaulich präsentiert.

## Persönlichkeiten
- Gustav Kokoschinegg (1837–1928), Advokat und Abgeordneter zum Österreichischen Abgeordnetenhaus